# 辰巳嘉裕
辰巳嘉裕（日语：／ Tatsumi Yoshihiro，1935年6月10日—2015年3月7日），日本漫畫家、二手書店經營者，大阪府大阪市天王寺區出身。兄長是漫画家/漫畫出版社經營者櫻井昌一 （本名辰巳義興）。
1970年代以來，他的作品以社会下層居民生活為主，作品獲得高度評价。他也是「劇畫」概念的創始者。他曾以自傳性質作品《劇畫漂流》獲頒2009年手塚治虫文化獎。
2015年3月7日，因淋巴瘤逝世。

## 獎項
- 手塚治虫文化獎
- 艾斯納獎